# Till det som är vackert
Till det som är vackert är en svensk dramafilm av Lisa Langseth, med Alicia Vikander och Samuel Fröler i huvudrollerna. Filmen handlar om nedärvda maktförhållanden i den finkulturella världen. Till det som är vackert baseras på pjäsen Den älskade av Lisa Langseth och hade premiär den 22 oktober 2010.
Filmen belönades med två Guldbaggar på galan 2011. Det var dels för bästa kvinnliga huvudroll (Alicia Vikander), dels för bästa originalmanus (Lisa Langseth).